# Commission scolaire des Premières-Seigneuries
 (septembre 2020).
Pour les raisons suivantes :
- Les commissions scolaires québécoises étaient une forme de gouvernement local composé de commissaires élus et disposant de pouvoirs de taxation. Leur admissibilité dans Wikipédia est bien établie.
- Par contre, les centres de service scolaires sont plutôt des centres administratifs relevant du ministère de l'Éducation. Leur mode de gestion et leurs pouvoirs sont différents de ceux des commissions scolaires. Leur admissibilité selon les critères de Wikipédia n'a pas encore été démontrée.
- Vu leur nature différente, les éventuels articles sur les centres de services scolaires devraient être distincts de ceux des commissions scolaires, et non des renommages de ceux-ci.
- Les contributeurs sont invités à discuter de ce sujet sur Discussion Projet:Québec.

La Commission scolaire des Premières-Seigneuries est une ancienne commission scolaire québécoise de la région de la Capitale-Nationale, au Québec. Elle a été créée le 1er juillet 1998 par la fusion des commissions scolaires Des Ilets, de Charlesbourg, Beauport et Des Chutes-Montmorency. Elle dessert une partie du territoire de la ville de Québec (Arrondissements de Beauport et Charlesbourg ainsi que le quartier de Lac-Saint-Charles), les MRC de la Côte-de-Beaupré et de L'île-d'Orléans, ainsi qu'une partie de la MRC de la Jacques-Cartier (municipalités de Sainte-Brigitte-de-Laval, Stoneham-et-Tewkesbury et Lac-Beauport).
Le projet de loi 40, Loi modifiant principalement la loi sur l’instruction publique relativement à l’organisation et à la gouvernance scolaires, a été adopté le samedi 8 février 2020, ayant comme impact que la Commission scolaire des Premières-Seigneuries deviendra au cours de l'année 2020 un centre de services scolaire, composé des mêmes services administratifs et éducatifs qui soutiennent et accompagnent les établissements d’enseignement. Le mandat du conseil des commissaires a pris fin le 8 février 2020. 
Des dispositions transitoires sont prévues jusqu’à la mise en place d’un conseil d’administration qui entrera en fonction en juin 2020. 